# Eremophila interstans
Eremophila interstans är en flenörtsväxtart. Eremophila interstans ingår i släktet Eremophila och familjen flenörtsväxter.

## Underarter
Arten delas in i följande underarter:
- E. i. interstans
- E. i. virgata